# 中島知久平

太田市尾島庁舎に建つ中島知久平の像

中島 知久平（なかじま ちくへい、明治17年（1884年）1月1日 - 昭和24年（1949年）10月29日）は、日本の海軍軍人、実業家、政治家。中島飛行機（のちに富士産業、富士重工業を経て、現在のSUBARU）の創始者として知られ、政治家に転じてからは大臣や立憲政友会総裁を務めた。

## 生涯
1884年（明治17年）1月1日、群馬県新田郡尾島村字押切（現在の群馬県太田市押切町、2005年3月27日までは群馬県新田郡尾島町大字押切）の農家中島粂吉と母いつの長男として生まれた。
明治31年（1898年）3月、尾島尋常高等小学校卒業。
明治36年（1903年）10月、海軍機関学校入学（第15期生）。
明治40年（1907年）4月25日、海軍機関学校卒業。
明治41年（1908年）1月16日、海軍機関少尉に任官。
明治42年（1909年）10月11日、海軍機関中尉に任官。
1911年（明治44年）４月、中尉であった中島は、近い将来、飛行機から魚雷投下をして軍艦を沈めるという予言をした。翌1912年にはアメリカに派遣され、飛行術・機体整備を学び、1914年（大正3年）にはフランスに出張し、飛行機の制作技術を会得する。その後、偵察機の研究を重視していた海軍航空技術委員会に、魚雷発射用の飛行機の開発をするべきとの意見書を提出したという。1915年（大正4年）、独自の魚雷発射機の設計を発表。
1916年（大正5年）中島機関大尉と馬越喜七中尉が、欧米で学んだ新知識を傾けて、複葉の水上機を設計した。これが横須賀海軍工廠の長浦造兵部で完成され、横廠式と名づけられた。中島は、航空の将来に着眼し、航空機は国産すべきこと、それは民間製作でなければ不可能という結論を得た。これを大西瀧治郎中尉にひそかに打ち明けたところ、大西も大賛成で、中島の意図を実現させようと資本主を探して奔走した。大西も軍籍を離れて中島の会社に入ろうと思っていたが、軍に却下された。中島の「飛行機製作会社設立願い」は海軍省内で問題となった。中島はこのとき「退職の辞」として、戦術上からも経済上からも大艦巨砲主義を一擲して新航空軍備に転換すべきこと、設計製作は国産航空機たるべきこと、民営生産航空機たるべきことの三点を強調した。
大正6年（1917年）12月1日、既に同年5月には「飛行機研究所」（のちの中島飛行機株式会社）を群馬県尾島町に創設していた中島は海軍の中途退役を認められ予備役編入、同年12月10日に兄弟で「飛行機研究所」を群馬県太田町に移転した。
その後立憲政友会所属の代議士となり豊富な資金力で党中枢へ登り、新官僚や軍部寄りの革新派を形成して勢力を伸ばした。国政研究会（昭和6年～15年）や国家経済研究所（昭和7年～18年）を設立して学者を招致し、国内外の政治経済状況を調査研究させた。昭和14年（1939年）3月28日には革新同盟という団体を結成して中島の総裁就任を推進した。分裂した政友会中島派の総裁に就任したが、これは長年の間政友会を支配した鈴木・鳩山派への反感から来る周囲の勧めによるものであり、自ら進んでのものではなかった。
アメリカの国力を知るところから、当初は日米開戦には消極的だったが、開戦後は「米軍の大型爆撃機が量産に入れば日本は焼け野原になる」と連戦連勝の日本軍部を批判し、ガダルカナルの争奪戦では日本の敗戦を予想して、敗勢挽回策としてZ飛行機（いわゆる「富嶽」）を提言するが44年まで無視され、時期に遅れて計画は放棄された。
近衛内閣では鉄道大臣を務め、昭和13年（1938年）12月2日に鉄道幹線調査分科会をつくり、同年には海底トンネルのための地質調査も始めさせ、その大陸連絡構想は戦後の新幹線に影響を与えた。その組閣3ヶ月後発足した「大政翼賛会」は幕府的、ファッショ的で立憲政治を侵すとして、強力な政党を作ろうとしたが、終戦まで果たせなかった。
昭和20年（1945年）8月17日東久邇宮内閣で軍需相、軍需省廃止で8月20日商工相。同年、元立憲民政党総裁の町田忠治に呼び掛けて新党の設立を計画するが、GHQによりA級戦犯に指定の情報（指定は12月2日）で中止。それ以前の11月26日に院内会派の無所属倶楽部の結成に参加。翌昭和21年（1946年）公職追放となる。
昭和22年（1947年）A級戦犯指定解除。
昭和23年（1948年）10月、兵器処理問題に関し、衆議院不当財産取引調査特別委員会に多田武雄、椎名悦三郎とともに証人喚問された。
昭和24年（1949年）10月29日、脳出血のため三鷹町の自宅で急死。65歳没。墓所は多磨霊園、のちに太田市徳性寺にも分骨された。

## 略歴
- 明治17年（1884年）1月1日：農業中島粂吉・いつ夫妻の長男として生まれる
- 明治31年（1898年）3月：尾島尋常高等小学校卒業
- 明治36年（1903年）10月：海軍機関学校（海軍兵学校機関科）入学（第15期生）
- 明治40年（1907年）4月25日：海軍兵学校卒業
- 明治41年（1908年）1月16日：海軍機関少尉に任官
- 明治42年（1909年）10月11日：海軍機関中尉に任官
- 明治43年（1910年）：フランスの航空界を視察
- 明治44年（1911年）10月27日：日本最初の飛行船・イ号飛行船試験飛行（日本で2番目の操縦員）
- 明治44年（1911年）：海軍大学校選科に入学し飛行機と飛行船の研究に従事、12月海軍機関大尉に昇進
- 明治45年（1912年）6月30日：海軍大学校卒業
- 明治45年（1912年）7月3日：海軍航空術委員会委員としてアメリカ合衆国に出張、飛行士免状取得（日本人で3人目）を得て帰国
- 大正2年（1913年）：横須賀鎮守府海軍工廠造兵部員に配置
- 大正3年（1914年）：造兵監督官として再度フランス航空界を視察、帰国後に造兵部員・飛行機工場長となり飛行機の試作に従事
- 大正6年（1917年）：5月、群馬県尾島町に「飛行機研究所」創設。同年12月1日、海軍を退官（予備役編入）。同年12月10日、群馬県太田町（現太田市）に「飛行機研究所」を移転[7]
- 大正7年（1918年）4月1日、東大に「航空機研究所」が設立され、混同を防ぐために、同月「中島飛行機製作所」と改称。同年5月、川西清兵衛から出資を受け（後に買戻し）、「日本飛行機製作所」と改称[7]
- 大正8年（1919年）2月25日、四型6号機の試飛行成功。同年4月、陸軍から20機初受注。同年11月30日、川西と訣別､三井物産と提携。同年12月26日、再び「中島飛行機製作所」と改称[12]
- 大正11年（1922年）：中島商事を設立
- 昭和5年（1930年）2月：第17回衆議院議員総選挙に群馬1区から無所属で立候補して初当選（以後5回連続当選）、3月に立憲政友会に入党
- 昭和6年（1931年）：中島飛行機製作所の所長の座を弟喜代一に譲り、営利企業の代表を全て返上。12月の犬養内閣の商工政務次官に就任
- 昭和8年（1933年）3月：立憲政友会の総務委員を拝命
- 昭和9年（1934年）：国政一新会を結成（後の中島派形成の中核となる）。3月に政友会顧問となる
- 昭和11年（1936年）5月：政友会総務拝任
- 昭和12年（1937年）2月：病身の鈴木喜三郎総裁の辞意表明後に鳩山一郎、前田米蔵、島田俊雄とともに政友会の総裁代行委員に就任
- 昭和13年（1938年）6月：第1次近衛内閣の鉄道大臣として初入閣。夏以降、政友会は中島派と鳩山派の対立が激しくなる
- 昭和14年（1939年）4月：政友会の分裂に伴い、中島派（革新派）は党大会を開き中島を政友会の第8代目総裁に選出した
- 昭和15年（1940年）7月：政友会（中島派）は新体制運動に伴い解党。10月に大政翼賛会へ合流し、中島は参議に就任
- 昭和16年（1941年）：中島飛行機の一式戦闘機、陸軍に正式採用。9月には翼賛議員同盟の顧問となる
- 昭和17年（1942年）2月：翼賛政治体制協議会の顧問となり翼賛選挙を推進
- 昭和20年（1945年）8月：終戦直後、東久邇宮内閣で軍需大臣および商工大臣として敗戦処理にあたる。その後の12月にGHQよりA級戦犯に指定されたが、病気を理由に中島飛行機三鷹研究所内の泰山荘（現在の国際基督教大学敷地内）にて自宅拘禁扱いとなる。
- 昭和22年（1947年）9月：A級戦犯指定解除。
- 昭和24年（1949年）10月29日：脳出血のため、泰山荘にて死去。

## 家族・親族

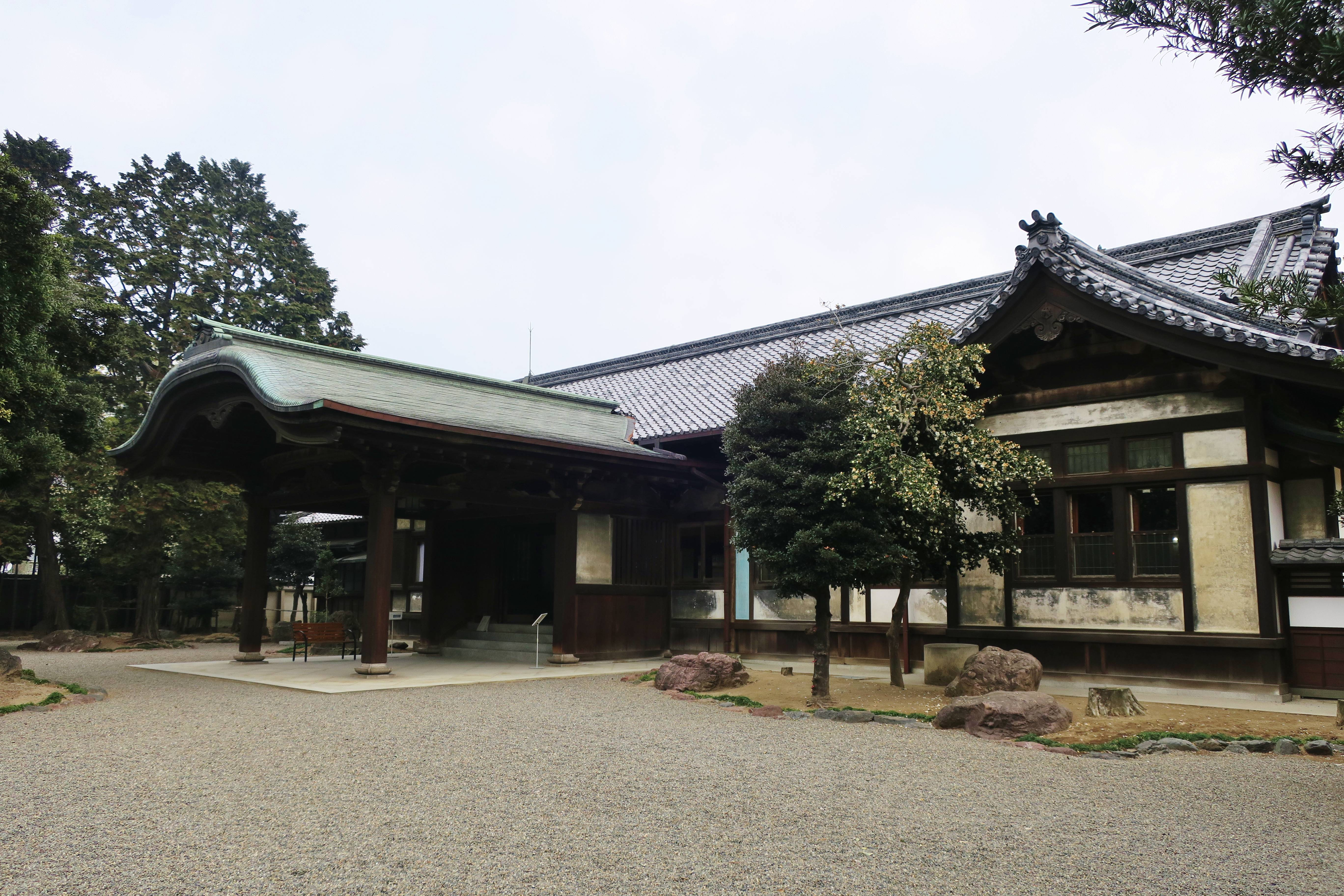
旧中島家住宅

### 中島家
（群馬県新田郡尾島村（現太田市）、東京都）
知久平は生涯正妻を娶らなかったが、身の回りの世話をした女性との間に生まれた庶子2人を長女と長男として自分の籍に入れた。元自由民主党代議士で元文部大臣の中島源太郎は長男として入籍した庶子であり、元日本放送協会職員で元自由民主党代議士の中島洋次郎は孫である。
- 父・粂吉[13]（農業）
- 母・いつ（群馬、久保田幸吉二女[13]）

慶應元年3月生
- 妹・あや[13]
- 養妹・せい（群馬、松本眞三郎妹、群馬県人山本寅蔵に嫁す[13]）
- 弟・喜代一（きよかず）

明治23年(1890年)生まれ
中島商事(中島飛行機会社で使用する材料物品の購買部門)、中島航空金属（航空発動機の原材料鋳鍛造）各社長。商船学校航海科卒。
- 弟・門吉（かどきち）

明治26年生まれ
岩戸鉱山、千歳鉱山、中島商事各社長
- 弟・乙未平（きみへい）

明治28年（1895年）生 - 没年不詳
- 弟・忠平（ただへい）[13]

- 男・源太郎（政治家）

昭和4年（1929年）2月生 - 平成4年（1992年）2月没
元映画プロデューサー。父親の地盤から立候補し、文部大臣を務めた
- 孫・洋次郎（政治家）

昭和34年（1959年）7月生 - 平成13年（2001年）1月没
源太郎の二男。元NHK職員。父親急死により地盤を受け継ぎ立候補、汚職事件で有罪判決を受け、控訴中に自殺した

## 中島知久平邸
- 中島知久平自邸（東京都市ヶ谷加賀町） - 子爵邸などの邸宅が並ぶ中でもひときわ大きい豪邸で、庭で飼っていたライオンが逃げる騒動もあった[16]。
- 同自邸（目黒区駒場4丁目） - 元前田利為侯爵邸。利為死去により1944年に中島が取得し本社としたが、戦後GHQに接収され、現在は目黒区立駒場公園。1956年に土地と洋館は長男の中島源太郎の所有となり（和館は国所有）、1964年に東京都に売却[17]。公園南にも中島家の邸宅があり、孫の中島洋次郎らが暮らした。
- 旧中島家住宅（群馬県太田市） - 中島が両親のために造った家。現在は太田市中島知久平邸地域交流センター。

- 泰山荘（三鷹市大沢） - 中島飛行機三鷹研究所敷地内にあった晩年の住まい。1936年に日産コンツェルン幹部・山田敬亮の別荘として建設され、1940年に中島が取得。現在は国際基督教大学敷地内となり、学園祭開催中のみ一般公開される。国の登録有形文化財。

## 伝記
- 渡部一英『日本の飛行機王 中島知久平 日本航空界の一大先覚者の生涯』（光人社NF文庫、1997年） ISBN 4-7698-2158-1　鳳文書林 1955年初版
- 豊田穣『飛行機王・中島知久平』

（講談社、1989年） ISBN 4-06-204381-5
（講談社文庫、1992年） ISBN 4-06-185258-2
- 高橋泰隆『中島知久平 軍人、飛行機王、大臣の三つの人生を生きた男』（日本経済評論社、2003年） ISBN 4-8188-1499-7